# Елфриде Јелинек
Елфриде Јелинек (Мирцушлаг, 20. октобар 1946) аустријска је књижевница, драматичар, романописац, добитница Нобелове награде за књижевност 2004. године.

## Биографија
Елфриде Јелинек, чији је отац био чешки Јеврејин (инжењер и аутодидакт),  који је у Беч стигао из скромне, али образоване средине, а мајка Бечлијка, аустријска католкиња, припадница високе грађанске класе, рођена је 20. октобра 1946. у Мурцугшлагу, у Штајерској.
Предодређено (по мајци) јој је било да постане виртуозни  музичар, и 1950. уписују је у Католички институт Дјевице Марије Сионске у Бечу, гдје почиње учити балет и француски, а са седам година започиње похађати и чацове виолине, клавира и певања.
Од 1960. на Конзерваторију града Беча студира оргуље и блокфлауту, а касније студира композицију.
Године 1964. у Бечу почиње студирати театрологију и историју уметности, а 1971. дипломирала је оргуље.
Била је активна у студентском покрету, а и касније се често појављује у улози ангажоване ауторке.
Врло млада је почела да учи музику и студирала је композицију на Конзерваторијуму у Бечу.
После дипломирања 1964, студирала је позоришну уметност и историју уметности на Универзитету у Бечу. Од 1974. до 1991. године била је члан Комунистичке партије Аустрије.
Живи у Бечу и Минхену.

## Стваралаштво
Елфриде Јелинек је још млада почела да пише поезију.
Већ током студија јавља се у књижевним часописима са занимљивом лириком, а њена радио драма “Кад сунце зађе за мене је већ крај радног дана” 1974.) проглашена је радио-драмом године
Књижевно је дебитовала збирком Лисас Сцхаттен 1967. Кроз контакт са студентским покретом, њено писање је добило друштвено-критички правац. Године 1970. изашао је њен сатирични роман вир синд лоцквогел баби!. Заједно са њеним следећим романом, Мајкл. Еин Југендбуцх фур дие Инфантилгеселлсцхафт (1972), имала је карактер језичке побуне, усмерене ка популарној култури и њеном лажљивом представљању доброг живота.
После неколико година проведених у Берлину и Риму почетком 1970-их, Јелинек се удала за Готфрида Хунгсберга и поделила своје време између Беча и Минхена. Њемачку књижевну јавност освојила је романима  Жене као љубавнице (1975);, 1994), Дие Аусгесперртен (1980; Дивна, дивна времена, 1990) и аутобиографски заснованим Учитељица клавира (1983). Ови романи, сваки у оквиру свог комплекса проблема, представљају немилосрдан свет у коме се читалац суочава са затвореним режимом насиља и покорности, ловца и плена. Јелинек показује како клишеи индустрије забаве продиру у свест људи и паралишу противљење класној неправди и родном угњетавању.
У Пожуди (1989; Пожуда, 1992), Јелинек допушта својој друштвеној анализи да нарасте до фундаменталне критике цивилизације описујући сексуално насиље над женама као стварни шаблон за нашу културу. Ова линија се одржава, наизглед у светлијем тону, у Гиеру. Еин Унтерхалтунгсроман (2000), студија о хладнокрвној пракси мушке моћи. Са посебним жаром, Јелинек је осудила Аустрију, описујући је као царство смрти у свом фантазмагоричном роману Дие Киндер дер Тотен (1975).
Јелинек је веома контроверзна личност у својој домовини. Елфриеде Јелинек не зазире од задирања у крајње осетљиве теме, а комбиновањем разних приповедачких и драмских техника (монтажа, колажирање, унутрашњи монолог) остварује карактерисичан стил,  који је често на граници преводивости.
Њено писање се заснива на дугој аустријској традицији лингвистички софистициране друштвене критике, са претходницима као што су Јохан Непомук Нестрој, Карл Краус, Одон фон Хорват, Елијас Канети, Томас Бернхард и Винер група.
Године 1975. излази роман “Љубавнице”. Ауторка се окреће критичком приказивању друштва и односа међу половима из женске перспективе. Медији на темељу честих ауторкиних јавних иступа пренаглашавају провокативност њена писања, па услед тога бриљантност стила и иновативност приповедног и драматичарског поступка каткада с неправом доспевају у други план.
Круна њеног  књижевног стваралаштва су романи “Пијанисткиња” (1983), по којем је 2001. Мишел Ханек снимио филм са Изабел Ипер у главној улози, “Наслада” (1983) и “Деца мртвих” (1995).
Осим код нас већ исцениране драме “Што се догодило након што је Нора напустила свога мужа или потпорњи друштава”, написала је више изврсних драма међу којима се истичу “Клара С.” (1982), “Бургтеатар” (1986), “Тотенауберг” (1992), “Одмориште” (1997), “Он не као он” (1998), “Спортски комад” (1998) и др.
Природу њених текстова често је тешко дефинисати. Пребацују се између прозе и поезије, инкантације и химне, садрже позоришне сцене и филмске секвенце. Међутим, примат у њеном писању прешао је са писања романа на драматику. Њена прва радијска драма, “Кад сунце зађе за мене је већ крај радног дана” (1974.) проглашена је радио-драмом године и веома је повољно примљена 1974.
Од тада је написала велики број комада за радио и позориште, у којима је сукцесивно напуштала традиционалне дијалоге ради својеврсних полифоних монолога, који не служе за разграничење улога, већ омогућавају да се гласови са различитих нивоа психе и историје чују истовремено.
Најновија објављена драмска дела Елфриде Јелинек, такозване „драме принцезе“ (Der Tod und das Madchen I–V, 2003), представљају варијације на једну од основних тема писца, немогућност жена да у потпуности оживе  свет, где су префарбани стереотипним сликама.
Јелинек је преводила туђа дела, а такође је написала филмске сценарије и оперски либрето. Поред свог књижевног рада, стекла је репутацију неустрашиве полемичарке на друштвеним мрежама.

## Награде
За свој књижевни рад  добила је бројне угледне награде и признања. Добитница је Нобелове награде за књижевност за 2004. годину. Чек на 10 милиона круна (1,1 милион евра), златна медаља и диплома, лауреатима се уручују 10. децембра, на годишњицу смрти Алфреда Нобела, изумитеља и филантропа који је умро 1896. године.
Због социјалне фобије најавила је да се неће појавити на додели Нобелове награде у Стокхолму и да ће награду преузети њен издавач.

## Дела
Од великог броја написаних дела, Елфриде Јелинек ,на српски су преведена следећа:

### Романи
- Пожуда
- Пијанисткиња,
- Љубавнице
- Изгнаници

### Драме
- Малина
- Сенка (Еуридика говори)
- Рехниц Анђео уништења
- Болест или модерне жене
- Шта се догодило након што је Нофра напустила мужа или стубови друштва